# Октябрьское (Восточно-Казахстанская область)
Октя́брьское (каз. Октябрское) — село в Шемонаихинском районе Восточно-Казахстанской области Казахстана, административный центр Октябрьского сельского округа. Код КАТО — 636847100.

## География
Село расположено на северо-западе Шемонаихинского района, по обоим берегам реки Поперечка — притока Убы, к северо-западу от районного центра города Шемонаиха. Ближайшая железнодорожная станция Шемонаиха — расположена в 2 километрах к югу от села (по дороге — 5,5 км). Соседние населённые пункты: Шемонаиха к юго-востоку, Красная Шемонаиха в 3 километрах к северо-востоку, Пруггерово в 7 километрах к западу. Транспортное сообщение осуществляется автомобильной дорогой KF SH-01 «Шемонаиха — Октябрьское — Луговое». Высота центра населённого пункта — 326 метров над уровнем моря.

## Население
| Численность населения | Численность населения | Численность населения | Численность населения |
| 1989                  | 1999                  | 2009                  | 2021                  |
| --------------------- | --------------------- | --------------------- | --------------------- |
| 1443                  | ↘1280                 | ↘1102                 | ↘991                  |